# Solaris Urbino 18
Solaris Urbino 18 — сочленённый низкопольный автобус, предназначенный как для городских, так и для междугородных перевозок. Выпускается с 1999 года компанией Solaris Bus & Coach, расположенной недалеко от Познани.

## История модели
B 1998 году, совместно с Берлинской торговой марки автобусов Neoplan, Solaris внедрила сочленнёный автобус Solaris Urbino 18. Производство началось в 1999 году. В 2002 году вышло второе поколение автобусов. С 2005 года началось производство третьего поколения. В 2005 году автобус был на втором месте в конкурсе «Автобус Года-2005».

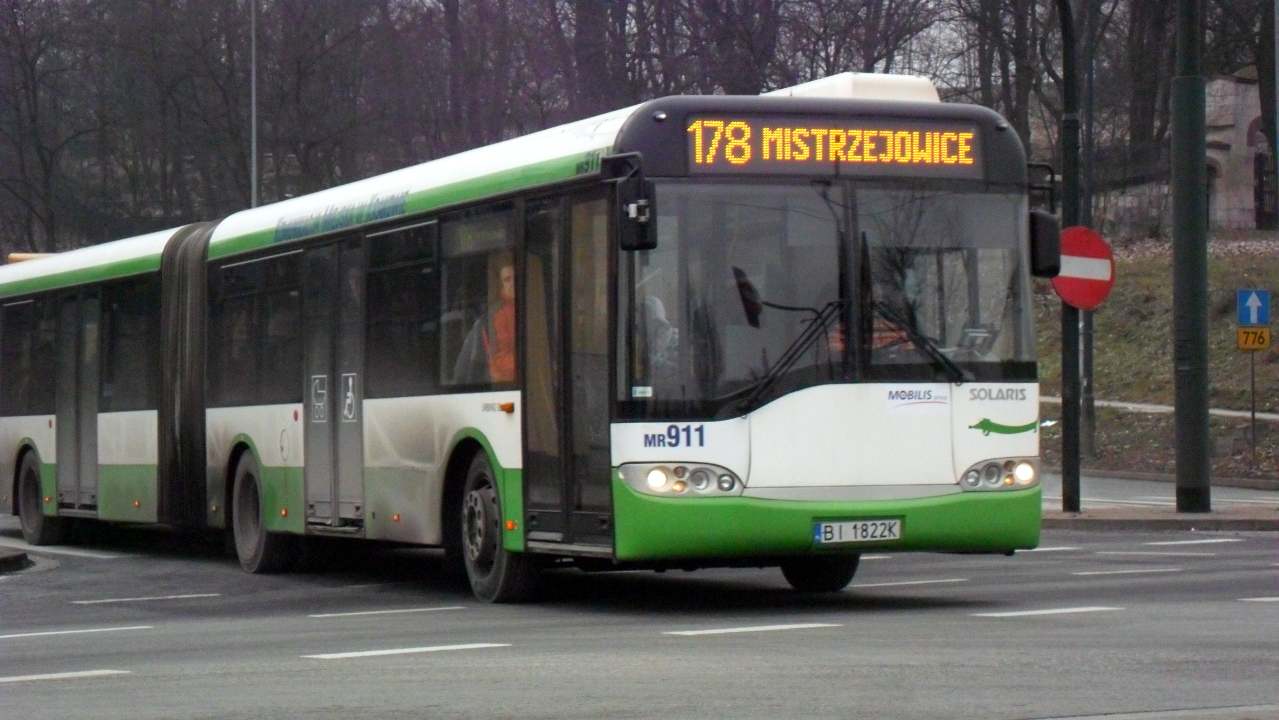
Solaris Urbino 18 (I поколение) в городе Краков
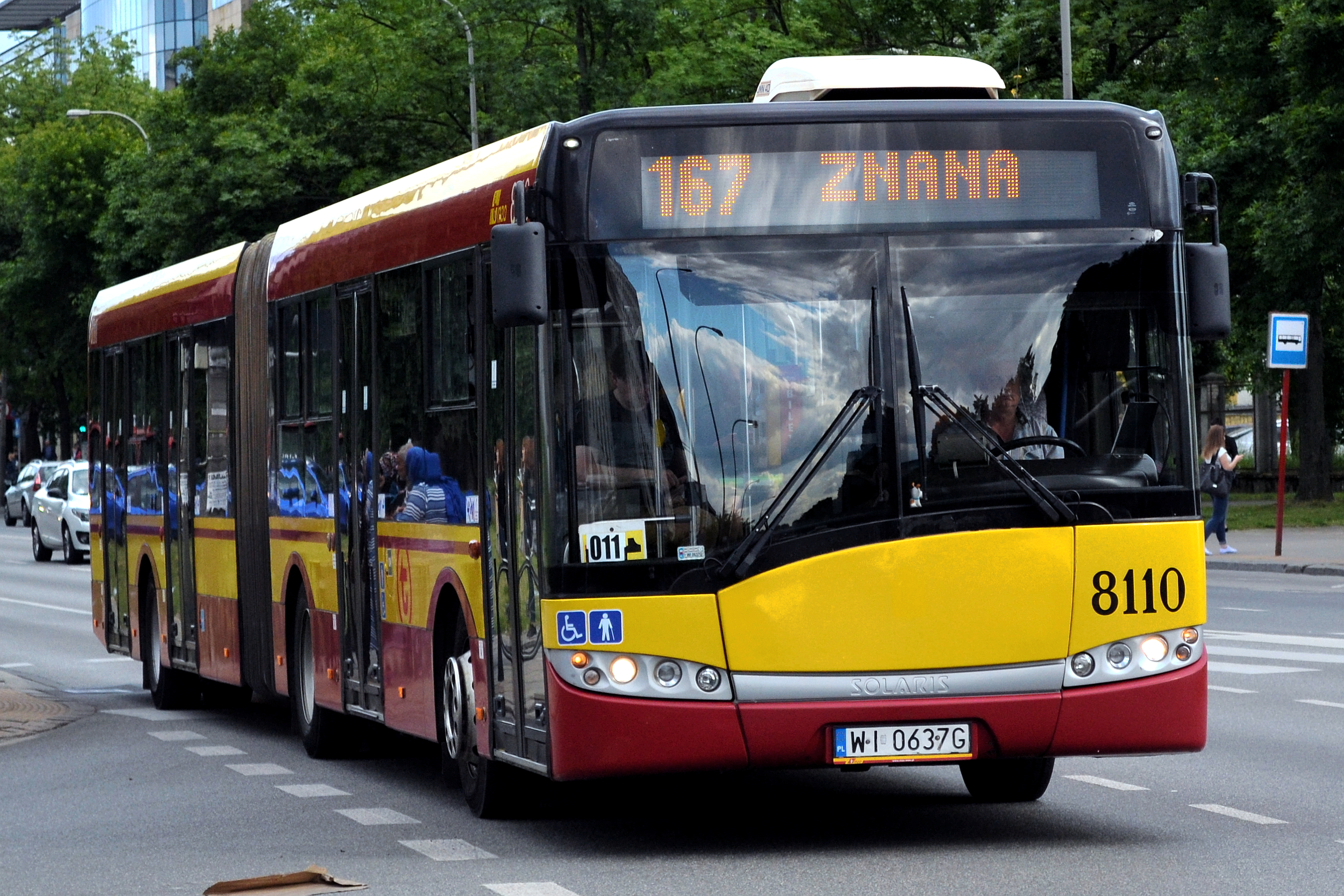
Solaris Urbino 18 (III поколение) в Варшаве
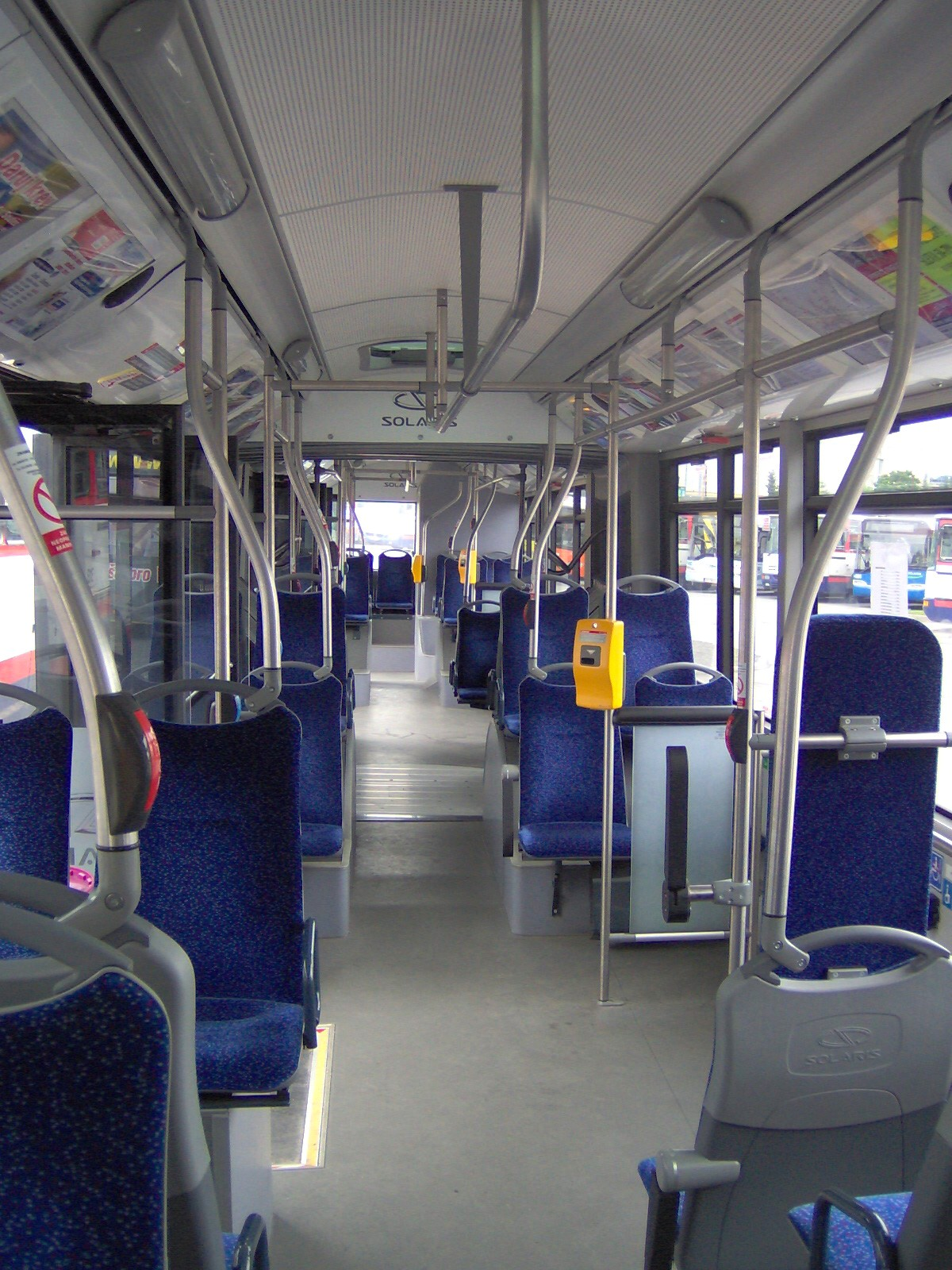
Салон Solaris Urbino 18 (III поколение)
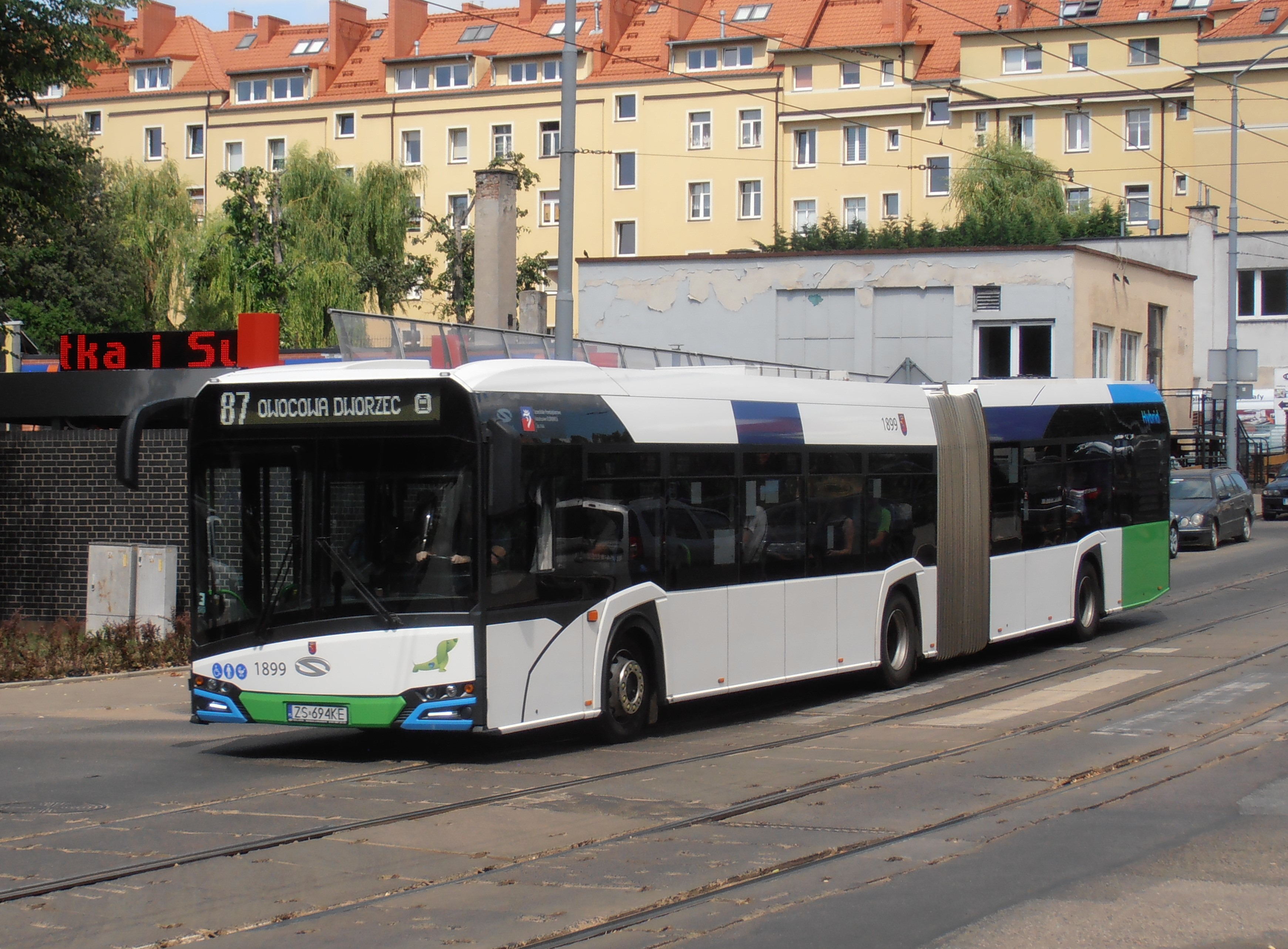
Solaris Urbino 18 (IV поколение) в Щецине
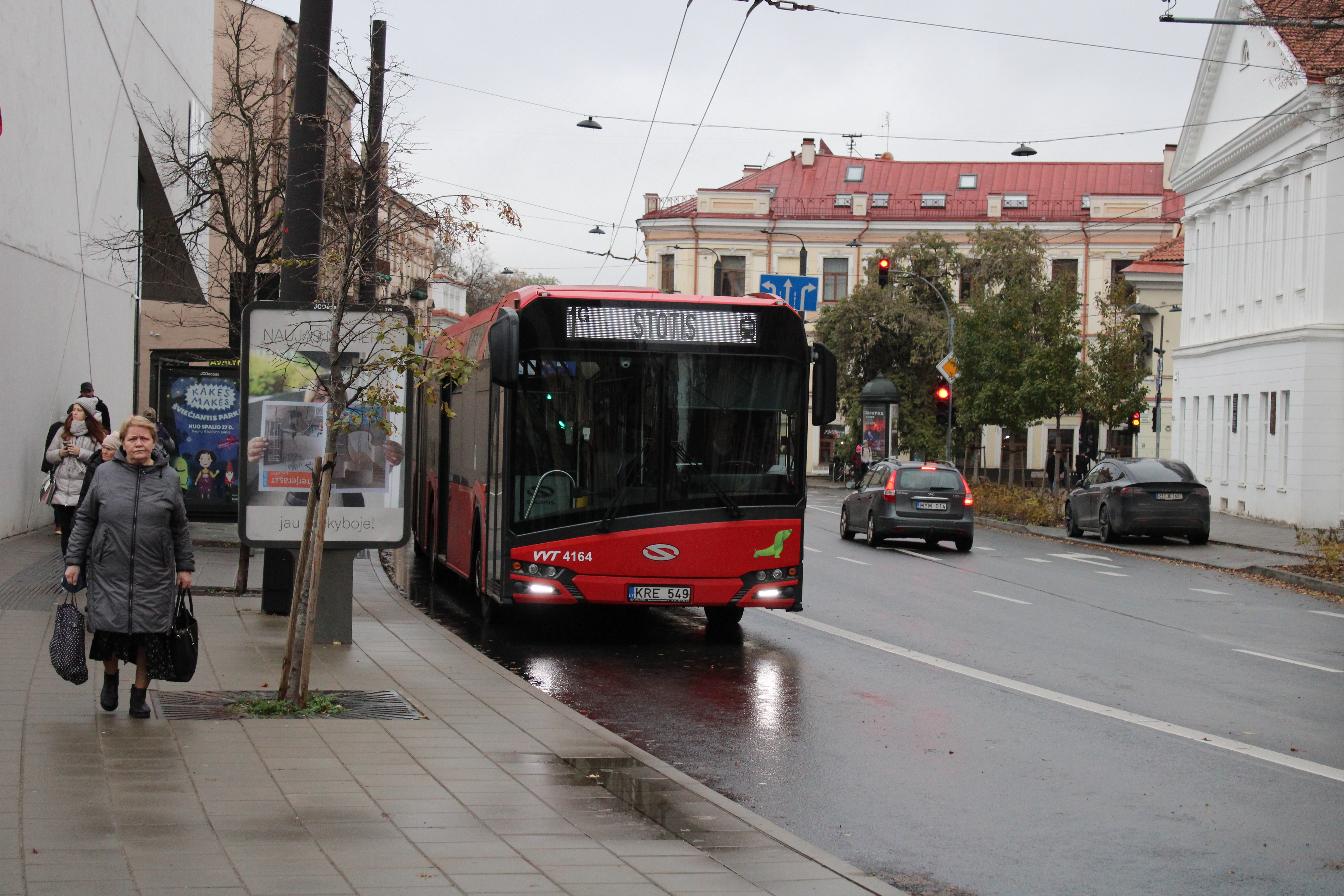
Solaris Urbino 18 (IV поколение) в Вильнюсе
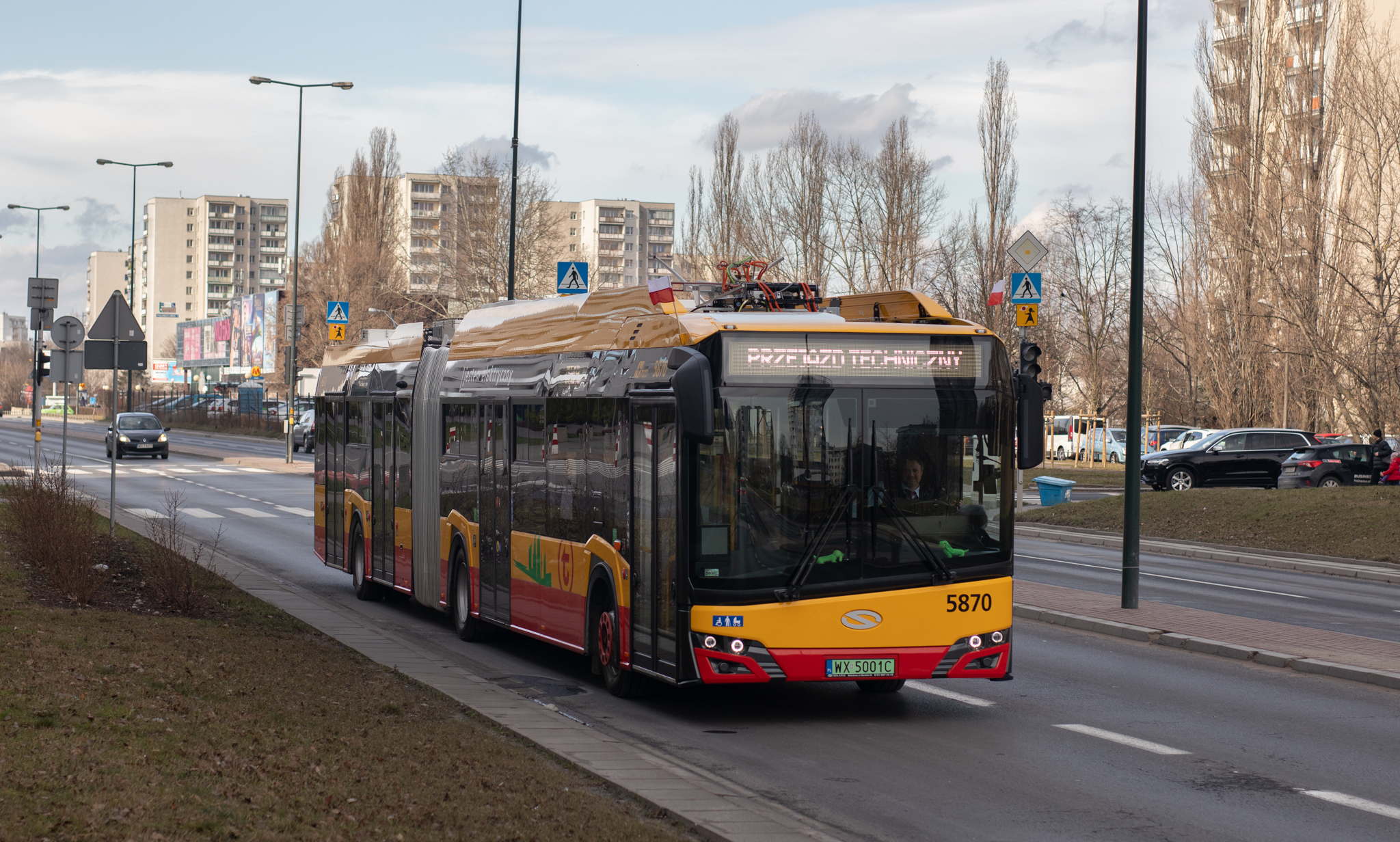
Solaris Urbino 18 electric (IV поколение) в Варшаве